# Duwayne Kerr
Duwayne Kerr (* 16. Januar 1987 in Westmoreland) ist ein jamaikanischer Fußballtorwart, der seit 2013 beim norwegischen Verein Sarpsborg 08 FF unter Vertrag steht.
2008 gab er sein Debüt in der jamaikanischen Nationalmannschaft.